# Saint-Uze
Saint-Uze är en kommun i departementet Drôme i regionen Auvergne-Rhône-Alpes i sydöstra Frankrike. Kommunen ligger i kantonen Saint-Vallier som tillhör arrondissementet Valence. År 2022 hade Saint-Uze 2 129 invånare.

## Befolkningsutveckling
Antalet invånare i kommunen Saint-Uze
Referens:INSEE